# Rubén Riera
Rubén Riera (* 1957 in Caracas) ist ein venezolanischer Gitarrist.

## Leben und Wirken
Riera studierte am Real Conservatorio de Música y Declamación in Madrid Gitarre bei Antonio Ortega. Von 1973 bis 1979 unterrichtete er Gitarre am Conservatorio Vicente Emilio Sojo in Barquisimeto. Mit einem Stipendium des Consejo Nacional de la Cultura (CONAC) absolvierte er an der Guildhall School of Music and Drama in London ein postgraduales Studium  in alter Musik, wobei er sich unter Nigel North auf die Laute und die Theorbe spezialisierte. Daneben hatte er Gitarrenunterricht bei dem Komponisten John Duarte.
Ab 1982 studierte er klassische Musik an der Manhattan School of Music, wo er mit dem Brasilianer Carlos Barbosa-Lima zusammenarbeitete. Bis 1986 trat er vor allem als Interpret von Werken zeitgenössischer lateinamerikanischer Komponisten auf. Unter anderen widmeten ihm Adina Izarra, Alfredo del Mónaco, Julio d'Escriván und Orlando Jacinto García Kompositionen. Neben seiner solistischen Tätigkeit arbeitet er in Venezuela mit der Camerata Renacentista de Caracas und dem Collegium Musicum zusammen.
Neben seiner Arbeit als klassischer Gitarrist tritt Riera auch als Interpret von Jazz- und World Music auf.  Hier arbeitete er u. a. mit Gonzalo Micó, Alonso Toro, María Teresa Chacín und Marujy Muci zusammen.

## Diskographie
- Rubén Riera, Soloalbum, 1983
- Caribbean Colors mit Gonzalo Micó, María Eugenia Atilano, Héctor Hernández, Rubén Jiménez, Carlos Quintero, Freddy Roldán, Cheo Hurtado, 1992
- A Dos mit Luis Julio Toro, 1993
- 620 Avenida Tropical mit Luis Julio Toro, 1995
- Música Contemporánea (Konzert für Gitarre und Kammerorchester von Adina Izarra), 1996
- Desde una ventana con loros (Adina Izarra – Música para solistas), 1996
- La Música de Rodrigo Riera, 1997
- 15 cuentos para dos mit Luis Julio Toro, 1998
- Tiempo de Esperanza mit Esperanza Márquez, 1998
- Perfumes de tango mit Esperanza Márquez, Maria Elena Medina, Fran di Polo, José Antonio Naranjo, 1999
- Bolivia. Música del Siglo XVIII, 2002
- El cancionero Musical del Palacio mit der Camerata Renacentista de Caracas unter Isabel Palacios, 2003
- Canciones y romances sefarditas mit der Camerata Renacentista de Caracas unter Isabel Palacios, 2003
- Cantos y cantigas de la edad media mit der Camerata Renacentista de Caracas unter Isabel Palacios, 2003
- Musica sacra latinoamericana del barroco y la colonia mit der Camerata Barroca, 2004
- Cancionero del Duque de Calabria (llamado tambien) de Upsala mit der Camerata Renacentista de Caracas, 2004
- Cortejos de alabanzas y reverencias mit der Camerata Barroca, 2005